# Bisbat antic de Lincoln
El bisbat de Lincoln (anglès: Diocese of Lincoln; llatí: Dioecesis Lincolniensis) és una seu suprimida de l'Església catòlica a Anglaterra.

## Territori
La diòcesi comprenia la zona centro-oriental d'Anglaterra.
La seu episcopal era la ciutat de Lincoln, on es trobava la catedral de  Santíssima Verge Maria.
La diòcesi estava dividida en 8 ardiaconats: Lincoln, Huntingdon, Northampton, Leicester, Oxford, Buckingham, Bedford i Stow.

## Història
Les diòcesis anglosaxones de Lindsey i Leicester van ser erigides cap a finals del segle vii, prenent el territori de la diòcesi de Lichfield (de seguida anomenat diòcesi de Coventry i Lichfield). Estaven incloses dins del vast regne de Mèrcia.
La diòcesi de Lindsey tenia la seva seu a Sidnacester, localitat que encara avui no ha estat identificada. Els autors parlen de 4 possibles identificacions: Caistor, Louth, Horncastle i Stow, totes elles al Lincolnshire.
Entre el 869 i el 888 la seu de Leicester va ser traslladada a Dorchester (avui a l'Oxfordshire).. Al voltant del 971, la diòcesi de Lindsey, vacant des de feia temps a causa de la incertesa causada per la devastació feta pels vikings danesos (Danelaw), fou unida a la de Dorchester.
Després de l'arribada dels normands, vers el 1078 (o el 1072), el bisbe Rémi de Fécamp transferí la seu de la diòcesi de Dorchester a Lincoln.
El 1108 cedí una porció de territori a benefici de l'erecció de la diòcesi d'Ely.
El 1541 cedí noves porcions de territori a benefici de l'erecció de les diòcesis d'Oxford i Peterborough.
El darrer bisbe catòlic de Lincoln, Thomas Watson, fou deposat per la reina Elisabet I el 25 de juny de 1559. Amb la seva mort, que va tenir lloc a finals de setembre del 1584, finalitza l'antiga jerarquia anglesa.

## Cronologia episcopal

### Bisbes de Lindsey
- Aethelwine † (vers 680 - ?)
- Edgar † (vers 701 - 720)
- Cyneberht † (vers 720 - 732)
- Alwig † (733 consagrat - vers 750 mort)
- Ealdwulf † (750 - vers 765)
- Ceolwulf † (767 - vers 794/796 mort)
- Eadwulf † (vers 796 - després del 824)
- Bricthred † (després del 832 - ?)
  - Sede vacante
  - Seu unida a Dorchester (971 ?)

### Bisbes de Leicester
- Cuthwine † (vers 680 - ?)
- Sant Wilfrid † (692 - 705/706 renuncià o nomenat bisbe de Hexham)
- Headda †
- Aldwine † (? - 737 mort)
- Torhthelm † (vers 737 - vers 764 mort)
- Eadbeorht † (764 - 796 mort)
- Unwona † (796 - 835 mort)
- Wernbeorht † (vers 835/840 - 850 mort)
- Ceolred † (850)
- Hræthhun † (850 - 860 mort)
- Ealdred † (vers 860 - 873 mort)
- Ceobred † (873 - 885 mort)

### Bisbes de Dorchester
- Ealhard † (vers 886 - després del 897 mort)
- Coenwulf † (905 - ?)
- Winsy † (citat entre el 909 i el 926)
- Wulstan †
- Oscytel † (950 - 956 o 957 nomenat arquebisbe de York)
- Leofwine † (958 - vers 959 mort)
- Alfnoth † (960 - 968 mort)
- Aescwig (Aeswius) † (vers 978 consagrat - ?)
- Aelfhelm † (vers 996 - 1002)
- Eadnoth I † (1004 - 1016 mort)
- Aethelric † (1016 - 1034 mort)
- Eadnoth II † (1034 - 1049 mort)
- Wulfwig † (1050 - 1067 mort)

### Bisbes de Lincoln
- Rémi de Fécamp † (1067 - 7 de maig de 1092 mort)
- Robert Bloet † (1093 o 1094 consagrat - 9 de gener de 1123 mort)
- Alexander † (22 de juliol de 1123 consagrat - 20 de juliol de 1148 mort)
- Robert de Chesney † (19 de desembre de 1148 consagrat - 26 de gener de 1168 mort)
  - Sede vacante (1168-1173)
  - Geoffrey Plantagenet † (maig de 1173 - 6 de gener de 1182 renuncià) (bisbe electe)
- Walter de Coutances † (3 de juliol de 1183 consagrat - 17 de desembre de 1184 nomenat arquebisbe de Rouen)
- Sant Hug de Lincoln † (21 de setembre de 1186 consagrat - 17 de novembre de 1200 mort)
- William de Blois † (24 d'agost de 1203 - 10 de maig de 1206 mort)
- Hugh of Wells † (21 de juny de 1209 - 8 de febrer de 1235 mort)
- Robert Grosseteste † (3 de juny de 1235 - 10 d'octubre de 1253 mort)
- Henry of Lexington † (17 de maig de 1254 - 8 d'agost de 1258 mort)
- Richard of Gravesend † (3 de novembre de 1258 - 18 de desembre de 1279 mort)
- Oliver Sutton † (19 de maig de 1280 - 13 de novembre de 1299 mort)
- John Dalderby † (12 de juny de 1300 - 12 de gener de 1320 mort)
- Henry Burghersh † (27 de maig de 1320 - 4 de desembre de 1340 mort)
- Thomas Bek † (26 de juny de 1342 - 2 de febrer de 1347 mort)
- John Gynwell † (23 de març de 1347 - 5 d'agost de 1362 mort)
- John Bokyngham † (5 d'abril de 1363 - 10 de març de 1398 mort)
- Henry Beaufort † (1 de juny de 1398 - 19 de novembre de 1404 nomenat bisbe de Winchester)
- Philip Repyngdon † (19 de novembre de 1404 - 10 d'octubre de 1419 renuncià)
- Richard Fleming † (20 de novembre de 1419 - 25 de gener de 1431 mort)
- William Gray I † (30 d'abril de 1431 - de febrer de 1436 mort)
- William Alnwick † (19 de setembre de 1436 - 5 de desembre de 1449 mort)
- Marmaduke Lumley † (28 de gener de 1450 - 1450 mort)
  - William Gray II † (23 de desembre de 1450 - ? renuncià) (bisbe electe)
- John Chadworth † (5 de maig de 1452 - 23 de novembre de 1471 mort)
- Thomas Rotherham † (8 de gener de 1472 - 7 de juliol de 1480 nomenat arquebisbe de York)
- John Russell † (7 de juliol de 1480 - 30 de desembre de 1494 mort)
- William Smyth † (6 de novembre de 1495 - 2 de gener de 1514 mort)
- Thomas Wolsey † (6 de febrer de 1514 - 15 de setembre de 1514 nomenat arquebisbe de York)
- William Atwater † (15 de setembre de 1514 - 4 de febrer de 1521 mort)
- John Longland † (20 de març de 1521 - 7 de maig de 1547 mort)
- John White † (6 de juliol de 1554 - 6 de juliol de 1556 nomenat bisbe de Winchester)
- Thomas Watson † (24 de març de 1557 - 27 de setembre de 1584 mort)